# Erzincan (stad)
Erzincan (Koerdisch: Erzingan) is een stad in het noordoosten van Turkije. Het is de hoofdstad van de gelijknamige provincie Erzincan in de regio Oost-Anatolië.
De stad ligt op een hoogte van 1185 meter en heeft hierdoor strenge winters met veel sneeuw en warme zomers met hoge temperaturen. Volgens de laatste telling had Erzincan in (2024) 168.093 inwoners. Voor de Eerste Wereldoorlog was Erzincan een kosmopolitische stad, met een grote Armeense populatie, en Turkse, Griekse en Koerdische minderheden. Ook waren er veel Europeanen en Amerikanen gevestigd. Van de 37.000 Armeniërs van vóór de Eerste Wereldoorlog in Erzincan en de buitenwijken kwamen de meesten om het leven bij de Armeense genocide. Tegenwoordig is het een zeer conservatieve Turkse stad met een Koerdische minderheid. In Turkije is de stad bekend door de productie van een lokale kaassoort, Tulum Peyniri.
De stad ligt in een gebied met veel aardbevingen. De zwaarste die de stad trof (7,9 op de schaal van Richter) vond plaats op 27 december 1939 en kostte aan 32.700 mensen het leven. De stad werd volledig verwoest. De eerste fase van de aardbeving doodde ongeveer 8.000 mensen. Een noodhulpoperatie begon. Tegen het einde van het jaar waren er 32.962 overleden als gevolg van ontberingen, kou en verschillende overstromingen. De schade aan de stad Erzincan was zo groot dat de oude locatie volledig werd verlaten en iets verder naar het noorden een nieuwe stad werd gesticht.
In Erzincan is de Universiteit van Erzincan Binali Yıldırım (Turks: Erzincan Binali Yıldırım Üniversitesi) gevestigd; het is een Turkse openbare universiteit. 

## Geboren
- Yıldırım Akbulut (1935-2021), politicus; premier 1989-1991
- Binali Yıldırım (1955), politicus; premier 2016-2018
- Can Bartu (1977), voetballer
- Uğur Ümit Üngör (1980), hoogleraar holocaust- en genocidestudies
- Erman Kiliç (1983), voetballer

- Gemeinsame Normdatei: 4488338-9
- Library of Congress Control Number: n85105588
- Nationale Bibliotheek van Israël: 987007559902405171
- TDVİA: erzincan
- Virtual International Authority File: 131412437
- WorldCat: E39PBJmpbtR4R7PXWxM3V6Trbd